# Thủy điện Phúc Long
Thủy điện Phúc Long là thủy điện xây dựng trên sông Chảy tại vùng đất xã Long Phúc và xã Xuân Thượng, huyện Bảo Yên tỉnh Lào Cai, Việt Nam .
Thủy điện Phúc Long có công suất lắp máy 22 MW với 2 tổ máy, sản lượng điện hàng năm 82,3 triệu KWh, khởi công tháng 10/2019, dự kiến hoàn thành tháng 5/2021.
Thủy điện Phúc Long là bậc thang thủy điện thứ 8 trên dòng sông Chảy. Thủy điện ở hạ nguồn cách thị trấn Phố Ràng  cỡ 8 km theo đường sông. Khi hoàn thành thủy điện tạo ra hồ nước cải thiện cảnh quan dọc quốc lộ 70 và thị trấn Phố Ràng, phục vụ phát triển du lịch và nuôi trồng thủy sản.

## Sông Chảy
Sông Chảy là một phụ lưu quan trọng trong hệ thống Sông Hồng ở miền bắc Việt Nam. Sông dài 319 km (198 dặm), diện tích lưu vực 4.580 km² (1.768 dặm²). Sông bắt nguồn từ phía tây tỉnh Hà Giang chảy uốn lượn qua tỉnh Lào Cai, Yên Bái và đổ vào sông Lô ở Đoan Hùng, tỉnh Phú Thọ.
Trên sông Chảy đến năm 2020 đã triển khai xây dựng 8 thủy điện với tổng công suất lắp máy 325 MW, trong đó có Thủy điện Thác Bà là thủy điện đầu đàn trong thời gian dài trước năm 1990.
1. Thủy điện Sông Chảy 3 công suất lắp máy 14 MW, khởi công tháng 9/2017, hoàn thành 2019 22°44′22″B 104°37′48″Đ / 22,73944°B 104,63°Đ
2. Thủy điện Sông Chảy 5 công suất lắp máy 16 MW, khởi công 2010, hoàn thành 2012 22°42′53″B 104°32′06″Đ / 22,714756°B 104,53495°Đ
3. Thủy điện Sông Chảy 6 công suất lắp máy 16 MW, khởi công 2/2017, hoàn thành 2/2019 22°41′29″B 104°27′47″Đ / 22,691463°B 104,462924°Đ
4. Thủy điện Pa Ke công suất lắp máy 26 MW, khởi công 2016, hoàn thành 2018 22°41′15″B 104°20′11″Đ / 22,68762°B 104,336418°Đ
5. Thủy điện Bắc Hà (Cốc Ly) công suất lắp máy 90 MW, khởi công 2005, hoàn thành 2012 22°30′31″B 104°11′50″Đ / 22,508545°B 104,197144°Đ
6. Thủy điện Vĩnh Hà công suất lắp máy 21 MW, khởi công 2013, hoàn thành 2016 22°18′13″B 104°27′12″Đ / 22,303611°B 104,453333°Đ
7. Thủy điện Phúc Long công suất lắp máy 22 MW.
8. Thủy điện Thác Bà công suất lắp máy 120 MW, khởi công 1964, hoàn thành 1971 21°44′49″B 105°01′24″Đ / 21,747064°B 105,023258°Đ